# Strongylognathus rehbinderi
Strongylognathus rehbinderi là một loài côn trùng thuộc họ Formicidae. Đây là loài đặc hữu của Gruzia.